# لو تور
لو تور (به فرانسوی: Le Thor) یک کامین در فرانسه است که در Canton of L'Isle-sur-la-Sorgue واقع شده‌است.

## خصوصیات
لو تور ۳۵٫۵۳ کیلومترمربع مساحت و ۷٬۸۳۴ نفر جمعیت دارد و ۵۳ متر بالاتر از سطح دریا واقع شده‌است.